# NoCopyrightSounds
A NoCopyrightSounds (NCS) egy brit lemezkiadó, amely szerzői jog mentes elektronikus zenéket ad ki, lehetővé téve a tartalomkészítők számára, hogy a zenéjüket felhasználhassák munkájukban anélkül, hogy aggódniuk kellene a szerzői jogok miatt.
A 2011-ben indult YouTube-csatorna 2017-ben már elérte az 1 millió fizetett letöltést.

## Története
Billy Woodford 2011. augusztus 14-én hozta létre a NoCopyrightSounds csatornát, mert szerzői jogoktól mentes zenéket akart népszerűsíteni, amelyeket a YouTuberek a videóikban használhatnak anélkül, hogy aggódniuk kellene a szerzői jogok miatt. Még aznap feltöltötték a Violin DnB-t, mint a NoCopyrightSounds legelső dalát. A dalban egy rózsaszínűre színezett XD-arc állóképét használták, hogy a dal műfaját, a Drum & Bass-t jelképezze.
A legnézettebb NoCopyrightSounds dal az On & On 528 millió megtekintéssel (2025. január)

## Kiemelkedő előadók
- Cartoon - Legnézettebb dal: On & On (2015)
- Janji - Legnézettebb dal: Heroes Tonight (2015)
- Syn Cole - Legnézettebb dal: Feel Good (2016)
- Jim Yosef - Legnézettebb dal: Firefly (2015)
- Alan Walker - Legnézettebb dal: Dreamer (2023), Korábban: Fade (2014)
- Elektronomia - Legnézettebb dal: Sky High (2017)
- Unknown Brain - Legnézettebb dal: Superhero (2016)
- Lost Sky - - Legnézettebb dal: Fearless pt. II (2017)

## Műfajok színek szerint
- Piros - Drumstep
- Narancssárga - Indie Dance/Synthwave/Nu Disco/R&B (korábban Rock 2011 és 2012 között)
- Citromsárga - House (és annak fajtái)
- Zöld - Trap/Wave (korábban Hip-Hop 2011 és 2013 között)
- Világoszöld - Glitch Hop
- Türkizkék - Melodic Dubstep/Chillstep/Midtempo
- Zöldeskék - Phonk/Phonk House
- Kék - Dubstep
- Lila - Future House/Deep House/Tech House/Bass House/Slap House/Future Bounce/Brazilian Bass/Techno
- Levendula - Future Bass
- Magenta/Rózsaszín - Drum & Bass
- Halvány mályva/barack - Pop
- Fehér - Electronikus/Breaks/Chillout/Moombahton/Reggaeton/Industrial/Garage/Szalsza
- Szürke - Hardstyle
- Fekete - Bass/Staff Choice

## Fordítás
Ez a szócikk részben vagy egészben  a   NoCopyrightSounds című angol Wikipédia-szócikk ezen változatának fordításán alapul.  Az eredeti cikk szerkesztőit annak laptörténete sorolja fel. Ez a jelzés csupán a megfogalmazás eredetét és a szerzői jogokat jelzi, nem szolgál a cikkben szereplő információk forrásmegjelöléseként.